# Narathu
Narathu (1118-1171) foi um dos reis da dinastia de Pagã da Birmânia, reinando de 1167 a 1171. Ele ascendeu ao trono assassinando seu pai o rei Alaungsithu e seu irmão mais velho Min Shin Saw. Narathu construiu o maior de todos os templos de Pagã, o Dhammayangyi. No entanto, sua conduta diminuiu muito o prestígio da dinastia, por ele ser profundamente impopular. O rei foi assassinado pelos mercenários enviados pelo chefe do Pateikkaya em 1171.